# Copa Mundial de Sóftbol Masculino Sub-23
La Copa Mundial de Sóftbol Masculino Sub-23 es un torneo internacional de sóftbol masculino de categoría juvenil, organizado por la Confederación Mundial de Béisbol y Sóftbol que se disputa cada cuatro años. La primera edición del torneo se celebró en la ciudad argentina de Paraná con la participación de 12 equipos nacionales. 

## Historia
La Copa Mundial de Sóftbol Masculino Sub-23 de la WBSC, creado para cerrar la brecha entre la Copa Mundial de Sóftbol Masculino Sub-18 y los equipos nacionales mayores, completa la cartera de Copas Mundiales de Sóftbol de la WBSC. El otro evento mundial recién creado, la Copa Mundial de Sóftbol Femenino Sub-15, tuvo su edición inaugural en Tokio, Japón, del 19 al 30 de octubre de 2023.
El 5 de mayo de 2020, la Confederación Mundial de Béisbol y Sóftbol anunció que los derechos de acogida de la Copa Mundial de Sóftbol Masculino Sub-23 habían sido otorgados a Argentina.  Esta sería la segunda competición mundial de sóftbol organizada por la nación sudamericana, después del IX Campeonato Mundial de Sóftbol Masculino Sub-18 de 2012 que se celebró en Paraná, considerada como la capital del sóftbol argentino.
El evento, originalmente programado para realizarse del 22 al 30 de octubre de 2022 en Paraná, Argentina, se retrasó anteriormente debido a varias razones. 
El proceso de licitación para albergar la Copa Mundial de Sóftbol Masculino Sub-23 inaugural fue reabierto, y todas las naciones (incluida Argentina) tuvieron la oportunidad de enviar su propuesta a la WBSC para organizar el evento mundial. 
Con el aplazamiento del evento, la División de Sóftbol de la WBSC recomendó ampliar la elegibilidad de edad, permitiendo que todos los jugadores que hubieran sido elegibles para participar en 2022 representen a su país en el torneo de 2023, lo que fue aprobado por la Junta Ejecutiva de la WBSC.
Finalmente, el 29 de marzo de 2023 se confirmaría a Paraná como anfitrión del evento inaugural.

## Formato de competición
El torneo está pactado para celebrar una Ronda de Apertura donde los equipos participantes serán divididos en dos grupos, y jugarán todos contra todos los rivales del grupo a una vuelta.
Después de la Ronda de Apertura, los tres mejores equipos de cada grupo jugarán en la Súper Ronda. Los equipos en primer y segundo lugar en la Súper Ronda jugarán la Final de la Copa Mundial y los equipos en tercer y cuarto lugar jugarán el juego de la medalla de bronce.
Asimismo, los tres últimos equipos de cada grupo de la Ronda de Apertura, pasarán a la Ronda de Clasificación para definir las ubicaciones del séptimo al décimo segundo puesto.

## Clasificación
Con el formato aprobado de 12 equipos nacionales, la WBSC ha distribuido los cupos continentales de la siguiente manera:
- WBSC Africa: 1 cupo
- WBSC Américas: 4 cupos
- WBSC Asia: 2 cupos
- WBSC Europe: 2 cupos
- WBSC Oceanía: 2 cupos
- Wild card: 1 cupo

Los participantes serán determinados a través de los campeonatos continentales. 

## Resultados
| Año           | Sede      |           | Medallistas | Medallistas | Medallistas  | Medallistas |
| Año           | Sede      | Campeón   | Final       | Subcampeón  | Tercer lugar |             |
| 2023 Detalles | Paraná    | Australia | 1–0         | Japón       | Argentina    |             |
| 2026 Detalles | Sincelejo |           |             |             |              |             |

### Medallero
| Pos. | País      | Oro | Plata | Bronce | Total |
| ---- | --------- | --- | ----- | ------ | ----- |
| 1    | Australia | 1   | 0     | 0      | 1     |
| 2    | Japón     | 0   | 1     | 0      | 1     |
| 3    | Argentina | 0   | 0     | 1      | 1     |

## Equipos participantes
- — Campeón
- — Subcampeón
- — Tercer lugar

| Equipos         | 2023 | 2026 | Años |
| --------------- | ---- | ---- | ---- |
| Argentina       | 3.º  |      | 1    |
| Australia       | 1.º  |      | 1    |
| Canadá          | 5.º  |      | 1    |
| Colombia        | –    |      | 1    |
| República Checa | 7.º  |      | 1    |
| Dinamarca       | –    |      | 1    |
| Guatemala       | 11.º |      | 1    |
| Israel          | 10.º |      | 1    |
| Japón           | 2.º  |      | 1    |
| México          | 4.º  |      | 1    |
| Nueva Zelanda   | 6.º  |      | 1    |
| Singapur        | 9.º  |      | 1    |
| Sudáfrica       | 12.º |      | 1    |
| Venezuela       | 8.º  |      | 1    |
| n.º de equipos  | 12   | 12   |      |